# Machilus versicolora
Machilus versicolora är en lagerväxtart som beskrevs av S.K. Lee & F.N. Wei. Machilus versicolora ingår i släktet Machilus och familjen lagerväxter. Inga underarter finns listade i Catalogue of Life.